# پارک ملی اسکاروان و رولتدالن
پارک ملی اسکاروان و رولتدالن (به لاتین: Skarvan and Roltdalen National Park) یک پارک ملی در نروژ است که در Selbu واقع شده‌است.

## جغرافیا
پارک ۴۴۱٫۵ کیلومتر مربعی (۱۷۰٫۵ کیلومتر مایل) در سال ۲۰۰۴ افتتاح شد و با مرز طبیعت استراژین-پرستایان هم‌مرز است. این پارک شامل یک منطقه جنگلی با صنوبر بزرگ است. کوه‌های اسکاروان که از روتن تا فونگن امتداد یافته‌است، قابل توجه‌ترین منطقه کوهستانی منطقه است

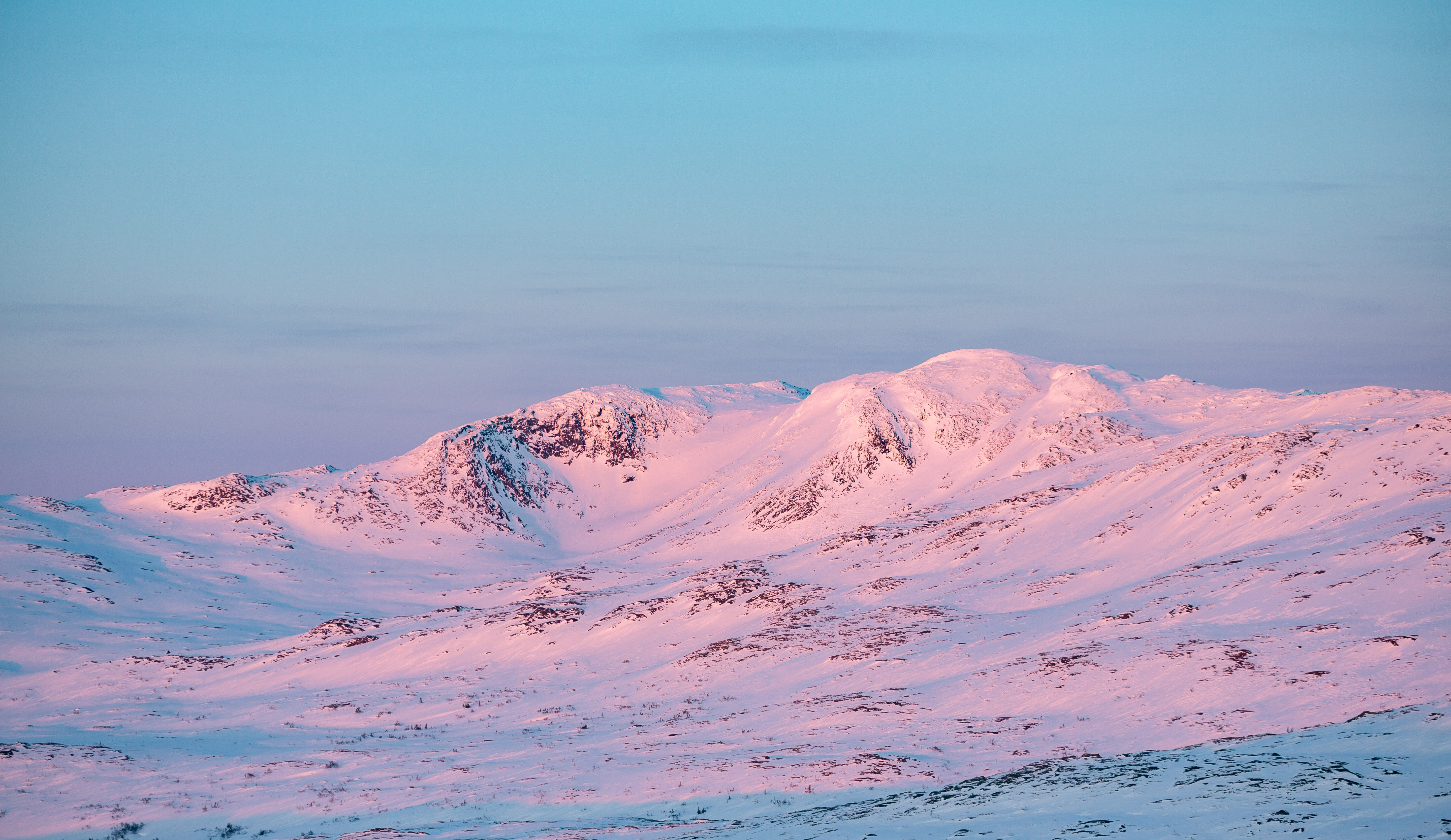